# Natércia Pontes
Natércia Pontes (Fortaleza, 2 de fevereiro de 1980) é uma escritora brasileira. 

## Biografia
Nascida em Fortaleza, é filha do jornalista e produtor cultural Augusto Pontes, ex-secretário da Cultura do Ceará, e da atriz Cristina Fernandes. Estudou Radialismo no Rio de Janeiro e em 2007 mudou-se para São Paulo, onde reside atualmente. 
Seu livro Copacabana dreams (publicado pela Cosac Naify, em 2012, e reeditado pela Companhia das Letras, em 2024) reúne diversos contos ambientados no Rio de Janeiro. A obra foi finalista do Prêmio Jabuti em 2013, na categoria Contos e crônicas. 
Em 2021 publicou o primeiro romance, Os tais caquinhos, pela Companhia das Letras.

## Livros publicados

### Contos e romances
- Az Mulerez (ed. da autora, 2004)
- Copacabana dreams (Cosac Naify, 2012)
- Os tais caquinhos (Companhia das Letras, 2021)

### Participação em antologias
- Heróis urbanos (Rocco, 2016)
- Semana (Hedra, 2006)